# Intercostalraum
Als Intercostalraum (ICR, von lat. Spatium intercostale) oder Zwischenrippenraum bezeichnet man in der Anatomie den Raum zwischen zwei benachbarten Rippen.

## Anatomie
Der Intercostalraum wird durch zwei übereinander liegende Muskeln, den äußeren und inneren Zwischenrippenmuskel (Musculus intercostalis externus und internus) sowie die durch äußere und innere Brustwandfaszie (Fascia thoracica externa beziehungsweise Fascia endothoracica) verschlossen. Im unteren Brustkorbbereich kommt dazu noch der Musculus subcostalis und im vorderen Brustkorbbereich der Musculus transversus thoracis. Direkt unterhalb, bei Tieren hinter jeder Rippe, verlaufen die entsprechenden Zwischenrippenblutgefäße und -nerven (Vena, Arteria und Nervus intercostalis, bei Tieren: Nervus intercostalis dorsalis) in der Reihenfolge Vene-Arterie-Nerv (V-A-N). Medizinische Eingriffe, wie beispielsweise eine Pleurapunktion, werden daher am Oberrand (Vorderrand) der jeweiligen Rippe durchgeführt. Die Blutversorgung der Intercostalräume erfolgt über die vorderen und hinteren Zwischenrippenarterien, in den ersten beiden Intercostalräumen auch über die obere Brustkorbarterie.
Die Einteilung des Brustkorbes in Intercostalräume spielt für die Topografie für zahlreiche diagnostische und therapeutische Prozeduren eine Rolle. Die Organe innerhalb des Brustkorbes werden topografisch-anatomisch vor allem in ihrer Beziehung zu den Rippen und Zwischenrippenräumen definiert. Wichtige diagnostische Verfahren sind die Auskultation (Behorchen der im Körper entstehenden Schallzeichen) des Herzens (siehe auch Herztöne, Herzgeräusche), die Lungenperkussion sowie die Herz-, Herzbeutel- und die Pleura-Punktion.

## Klinisch bedeutsame Intercostalräume
Der Erb-Punkt im 3. ICR parasternal (neben dem Brustbein) links ist der zentrale Auskultationspunkt: Hier kann man am besten alle Herzgeräusche hören und sich einen ersten Überblick über die Tätigkeit des Herzens verschaffen. An bestimmten Intercostalräumen lassen sich krankhafte Herzgeräusche den einzelnen Herzklappen zuordnen (Puncta maxima). 
Beim Menschen liegen die Puncta maxima über folgenden Intercostalräumen:
- 2. ICR parasternal rechts: Aortenklappe
- 2. ICR parasternal links: Pulmonalklappe
- 4. ICR parasternal rechts: Trikuspidalklappe
- 5. ICR links über der Herzspitze: Mitralklappe

Bei Tieren liegen diese Puncta maxima wie folgt:
- 3. ICR parasternal links, Höhe Schultergelenk: Pulmonalklappe
- 4. ICR parasternal links, Höhe Schultergelenk: Aortenklappe
- 5. ICR parasternal links, sternumnah: Mitralklappe
- 4. ICR parasternal rechts, sternumnah: Trikuspidalklappe

Brustwandableitungen nach Wilson

Für die Brustwandableitungen nach Wilson, einer speziellen Form des Elektrokardiogramms (EKG), werden die Elektroden auf der Haut über definierten Intercostalräumen angebracht.